# Bellenden Ker Range
Das Bellenden Ker Range (deutsch: Bellenden-Ker-Bergland), auch als Wooroonooran Range bekannt, ist ein küstennahes Bergland im nördlichen Queensland in Australien.
Es ist Teil der Great Dividing Range und erstreckt sich etwa 65 km zwischen Gordonvale und Nerada im Süden von Cairns.

## Beschreibung
Das Bergland besteht aus einem Granitmassiv und ist Bestandteil der Wet Tropics World Heritage Area. Reichhaltige und biodiverse Wälder eines geschützten als UNESCO-Welterbes gelisteten tropischen Regenwaldes herrschen vor, die wertvolle endemische Flora und Fauna enthalten, wobei sich die meisten hochwertigen geschützten Spezies im Wooroonooran-Nationalpark befinden.
Die zwei höchsten Berge Queenslands, der Mount Bartle Frere (1.622 m) und der Mount Bellenden Ker (1.593 m), liegen in diesem Berglandes, wie auch die Walsh’s Pyramid (922 m), ein großer von der Natur geformter pyramidenförmiger Berg im Norden des Berglands.

## Geschichte
Die Berge wurden von Lieutenant James Cook zwar gesichtet, aber ihnen wurde nicht der Name "Bellenden Ker Range" verliehen, sondern dies war Lieutenant Phillip Parker King am 22. Juni 1819, als er sie an Bord der HMCC Mermaid sah. Phillip King benannte das Bergland nach dem britischen Botaniker John Bellenden Ker, als er einem Vorschlag des Botanikers Allan Cunningham auf dem Schiff folgte, auch Archibald Meston war ein früher Entdecker dieser Berge.

## Tourismus, Flüsse und Regenfall
Der Mulgrave River fließt entlang der südwestlich gelegenen Berge, wendet sich anschließend nördlich um das Gebirgsende, dreht sich weiter südlich und fließt parallel an der Ostseite der Berge entlang. Der Russell River entwässert die südöstlichen Gebiete. 
Es ist eines der regenreichsten Gebiete Australiens. Die auf dem Mount Bellenden Ker befindliche Wetterstation maß 2010 einen jährlichen Niederschlag von 12,438 m, das war die höchste Niederschlagsmenge je Jahr, die je in Queensland gemessen wurde.
Eine Reihe von Wasserfällen befinden sich in den Bergen. Neben den Nationalparks sind die Josephine Falls und die Wanderwege zum Mount Bartle Frere beliebte Touristenziele.